# Zespół folwarczny w Lusinie
Zespół folwarczny w Lusinie – znajdujący się w powiecie krakowskim, w gminie Mogilany, w Lusinie.
Obiekt w skład którego wchodzi: dom (rządcówka), sady oraz zadrzewienia alejowe i szpalerowe, został wpisany do rejestru zabytków nieruchomych województwa małopolskiego.